# Sukadamai (Pangkalan Lapam)
Sukadamai is een bestuurslaag in het regentschap Ogan Komering Ilir van de provincie Zuid-Sumatra, Indonesië. Sukadamai telt 557 inwoners (volkstelling 2010).